# آتش و شعله
آتش و شعله (به هندی: Aag Aur Shola) فیلمی محصول سال ۱۹۸۶ و به کارگردانی کی. باپایا است. در این فیلم بازیگرانی همچون جیتندرا، سری دوی، مانداکینی، قادرخان، شاکتی کاپور، آسرانی، سورش اوبروی، شوما آناند، دالیپ تاهیل، آریونا ایرانی، بیندو ایفای نقش کرده‌اند.